# Бруквилл (Индиана)
Бруквилл (англ. Brookville) — крупнейший город и административный центр округа Франклин в штате Индиана в Соединённых Штатах Америки.
Согласно данным переписи населения США 2020 года число жителей города 
составляло 2622 человек, что чуть больше, чем было во время предыдущей переписи проводившейся в 2010 году (2596 человек).

## История
Бруквилл был основан в 1808 году европейским колонистом Томасом Мэнваррингом, который назвал его от слова «Brooks» — девичьей фамилии своей матери.
Первое отделение Почтовой службы США открылось в Бруквилле в 1816 году.
Несколько архитектурных объектов города включены в Национальный реестр исторических мест США.

## География
Согласно данным Бюро переписи населения США, общая площадь Бруквилла составляет 1,54 квадратных мили (3,99 км2), из которых 1,5 квадратных мили (3,88 км2 или 97,4%) — это суша и 0,04 квадратных мили (0,10 км2 или 2,6%) занимает водная поверхность.

## Климат
Климат в этой области характеризуется жарким влажным летом и, как правило, мягкой или прохладной зимой. Согласно системе классификации климатов Кёппена, в Бруквилле влажный субтропический климат, сокращенно обозначаемый аббревиатурой «Cfa» на климатических картах.